# پرچم کلگری
پرچم کلگری در ۳ فوریه ۱۹۸۳ پذیرفته شد.